# Loepa kuangtungensis
Loepa kuangtungensis är en fjärilsart som beskrevs av Clayton Dissinger Mell 1939. Loepa kuangtungensis ingår i släktet Loepa och familjen påfågelsspinnare. Inga underarter finns listade i Catalogue of Life.

## Bildgalleri

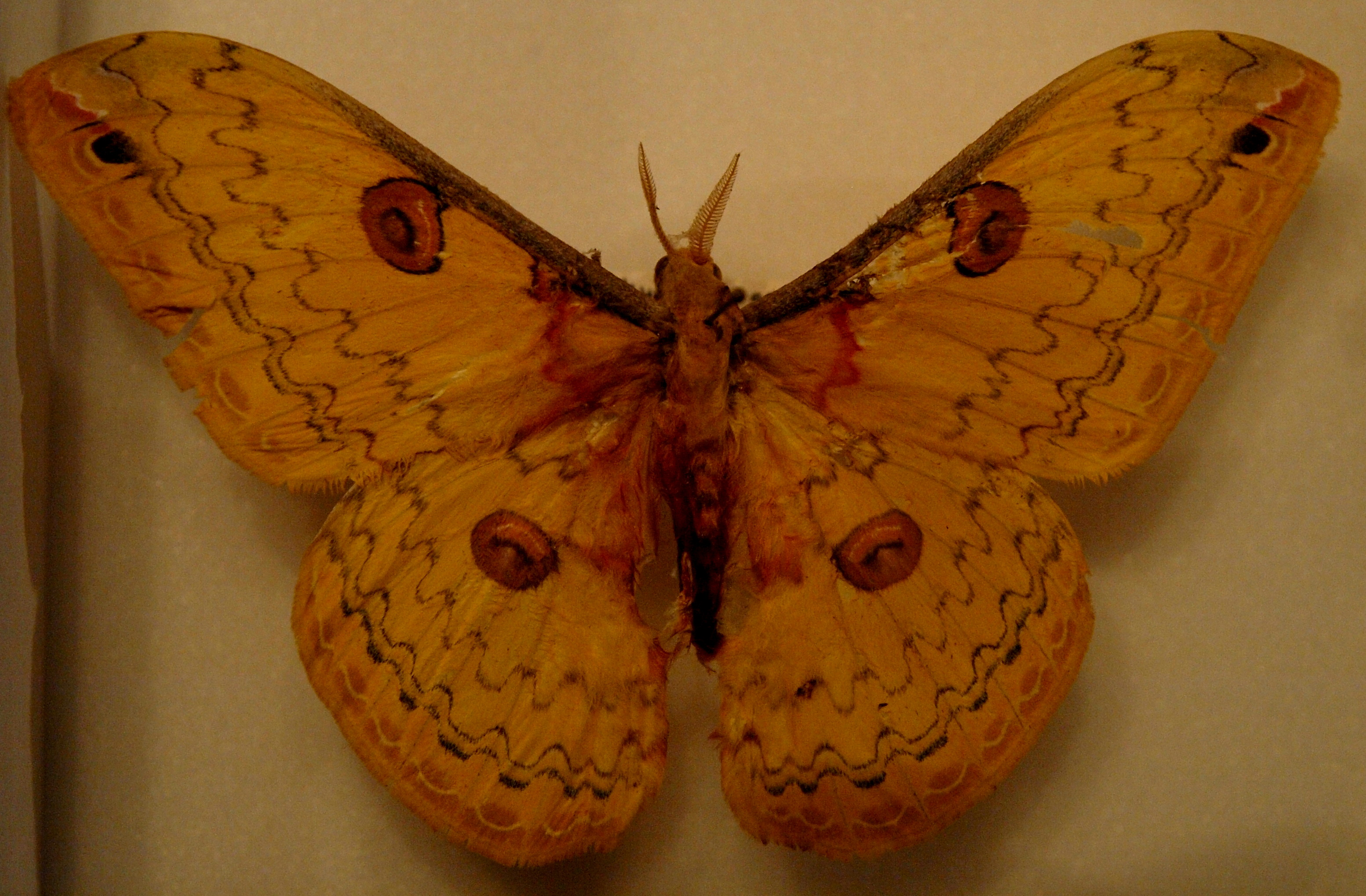